# Johan Berendt Rømeling
Johan Berendt Rømeling (født 1764 i Frederikstad, død 1830) var en dansk officer, bror til bl.a. Hans Henrik og Carl Rømeling.
Han var søn af generalløjtnant Rudolph Woldemar Rømeling, var kammerherre og sluttede sin karriere i hæren som generalmajor.
Han ægtede Christina Carolina Eleonora von Witzendorff.